# Велика Црквина
45°19′ пн. ш. 15°31′ сх. д. / 45.31° пн. ш. 15.52° сх. д.
Велика Црквина (хорв. Velika Crkvina) — населений пункт у Хорватії, у Карловацькій жупанії у складі громади Крняк.

## Населення
Населення за даними перепису 2011 року становило 68 осіб.
Динаміка чисельності населення поселення: